# Oberhorbach
Oberhorbach ist ein Ortsteil der Gemeinde Neunkirchen-Seelscheid im Rhein-Sieg-Kreis.

## Lage
Oberhorbach liegt am Horbacher Bach im Bergischen Land. Nachbarorte sind Eischeid im Norden und Niederhorbach im Süden.

## Geschichte
1841 wurde die östlich gelegene Horbacher Mühle errichtet.
1830 hatte Ober-Horbach 52 Einwohner. 1845 hatte der Hof 66 katholische Einwohner in zwölf Häusern. 1888 gab es 44 Bewohner in neun Häusern.
1901 hatte der Weiler 28 Einwohner. Verzeichnet sind die Familien Ackerer Johann Hombücher, Müller Wilhelm Klein, Zimmerer und Holzhändler Peter Wilhelm Pütz und Ackerer Wilhelm Röhrig.
Das Dorf gehörte bis 1969 zur Gemeinde Neunkirchen.